# دوقية يوليش
دوقية يوليش (بالألمانية: Herzogtum Jülich؛ بالهولندية: Hertogdom Gulik؛ بالفرنسية: Duché de Juliers) دولة داخل الإمبراطورية الرومانية المقدسة من القرن الحادي عشر إلى القرن الثامن عشر. تقع الدوقية يسار نهر الراين بين انتخابية كولونيا في الشرق ودوقية ليمبورغ في الغرب. على الأراضي جانبي نهر رور، حول عاصمتها يوليش - ويولياكوم الرومانية السابقة - في الجزء الأسفل من راينلاند. اندمجت الدوقية مع كونتية برغ ما وراء نهر الراين عام 1423، فباتت يعرف أيضا منذ ذلك الحين باسم يوليش برغ.
تقع أراضيها في ألمانيا الحالية (جزء من شمال الراين وستفاليا) وفي هولندا والحاضر (جزء من مقاطعة ليمبورخ) وسكانها تقاسم اللهجة الليمبورغية نفسها.